# Tabea Steffen
Tabea Steffen (* 8. März 1982) ist eine Schweizer Degenfechterin. Sie ist die Zwillingsschwester des Fechters Benjamin Steffen.

## Erfolge
1997 wurde sie in Venezuela Vizeweltmeisterin bei den Juniorinnen. Drei Jahre darauf wurde sie in Funchal Mannschaftseuropameisterin. Sie war 2000 in Sydney bei den Olympischen Spielen Ersatzfechterin im Mannschaftswettbewerb. 2001 erfocht Steffen bei den Weltmeisterschaften in Nîmes den zweiten Rang mit der Mannschaft.